# Daniella Diaz de Jaffa
Daniella Diaz de Jaffa (født. 9. juli 2002 i Gammel Holte, Danmark) er en dansk fodboldspiller, der spiller forsvar for Ballerup-Skovlunde Fodbold i Elitedivisionen og Danmarks U/17-kvindefodboldlandshold.
Hendes far er fra Danmark, mens hendes mor er fra Mexico.
Hun deltog desuden ved U/17-EM i fodbold for kvinder 2019 i Bulgarien, hvor holdet dog ikke nåede videre fra gruppespillet.